# Роздільний фільтр
Розді́льний фі́льтр (англ. separable filter) в обробці зображень можливо записати як добуток двох простіших фільтрів. Зазвичай операцію двовимірної згортки розділюють на два одновимірні фільтри. Це знижує обчислювальні витрати на зображенні {\displaystyle N\times M} з фільтром {\displaystyle m\times n} з {\displaystyle {\mathcal {O}}(M\cdot N\cdot m\cdot n)} до {\displaystyle {\mathcal {O}}(M\cdot N\cdot (m+n))}.

## Приклади
1. Двовимірний згладжувальний фільтр:
{\displaystyle {\frac {1}{3}}{\begin{bmatrix}1\\1\\1\end{bmatrix}}*{\frac {1}{3}}{\begin{bmatrix}1&1&1\end{bmatrix}}={\frac {1}{9}}{\begin{bmatrix}1&1&1\\1&1&1\\1&1&1\end{bmatrix}}}
2. Ще один двовимірний згладжувальний фільтр із більшою вагою посередині:
{\displaystyle {\frac {1}{4}}{\begin{bmatrix}1\\2\\1\end{bmatrix}}*{\frac {1}{4}}{\begin{bmatrix}1&2&1\end{bmatrix}}={\frac {1}{16}}{\begin{bmatrix}1&2&1\\2&4&2\\1&2&1\end{bmatrix}}}
3. Оператор Собеля, який зазвичай використовують для виявляння контурів:
{\displaystyle {\begin{bmatrix}1\\2\\1\end{bmatrix}}*{\begin{bmatrix}1&0&-1\end{bmatrix}}={\begin{bmatrix}1&0&-1\\2&0&-2\\1&0&-1\end{bmatrix}}}
Це також працює й для оператора Прюітт.
Витрати в цих прикладах становлять 3 операції множення-додавання для кожного з векторів, що разом дає шість (горизонтально та вертикально). Порівняйте це з дев'ятьма операціями для повної матриці 3 × 3.